# Вильфорт, Ким
Ким Вильфорт (Вилфорт, дат. Kim Vilfort; род. 15 ноября 1962, Вальбю, Копенгаген) — датский футболист, полузащитник, известный по выступлениям за «Брондбю», «Лилль» и сборную Дании. Чемпион Европы 1992 года в составе национальной команды. Автор второго гола в финальном поединке против сборной Германии.

## Биография
Ким Вильфорт родился в городе Вальбю, где и начал играть в футбол в клубе «Сковлунде», как правило, в качестве нападающего. Он перешёл в клуб «Фрем» в 1981 году, выступая в нём в высшем дивизионе на протяжении четырёх сезонов.
По прошествии сезона 1985/86, играя во Франции, в клубе «Лилль», сезон был неудачным — только один гол в лиге, клуб занял десятое место — Вилфорт вернулся на родину и подписал контракт с действующими чемпионами — «Брондбю», где он будет играть остальную часть своей карьеры в качестве атакующего полузащитника; в сезоне 1986/87 с клубом участвует в Кубке Европейских Чемпионов, первом в истории клуба участии в финальной стадии европейского турнира. Он забил два гола, и помог им достичь третьего раунда соревнования.
В 1991 году играл в полуфинале Кубка УЕФА. Был дважды назван игроком года клуба «Брондбю», он также получил приз — «Футболист года в Дании».
Во время чемпионата Европы 1992 отлучался из состава сборной к дочери Лин, которая болела лейкемией. На финальный матч турнира выходил в тяжелом психологическом состоянии потому что дочери стало хуже в одной из клиник Швеции. Тем не менее, стал одним из героев матча, забив второй мяч в ворота сборной Германии. Спустя месяц дочь скончалась.
С 1996 по 1998 год, Вилфорт выиграл ещё два датских чемпионата с «Брондбю». Его контракт истек 1 июня 1998 года после того, как в последней игре сезона 1997/98, где он забил победный гол (1:0 над «Оденсе»); в то время, только Бьярне Йенсен сыграл больше игр, чем он (556), его рекорд был побит Пером Нильсенем более чем десятилетие спустя. Его 78 голов — второй результат после Бента Кристенсена, но Ким занимает первое место в общем рейтинге забитых мячей для организации, их 110.
В 36 лет стал руководителем молодежной системы «Брондбю», где будет играть его сын Миккель. Домашний стадион клуба, стадион «Брондбю», был прозван своими поклонниками «Вилфорт Парк».

## Статистика

### Матчи Вильфорт за сборную Дании
| Матчи Вильфорт за сборную Дании | Матчи Вильфорт за сборную Дании | Матчи Вильфорт за сборную Дании | Матчи Вильфорт за сборную Дании | Матчи Вильфорт за сборную Дании | Матчи Вильфорт за сборную Дании |
| ------------------------------- | ------------------------------- | ------------------------------- | ------------------------------- | ------------------------------- | ------------------------------- |
| №                               | Дата                            | Соперник                        | Счёт                            | Голы Вильфорт                   | Соревнование                    |
| 1                               | 5 октября 1983                  | Польша                          | 0:1                             | —                               | Олимпийские игры 1984 (отбор)   |
| 2                               | 18 апреля 1984                  | ГДР                             | 0:4                             | —                               | Олимпийские игры 1984 (отбор)   |
| 3                               | 22 апреля 1984                  | Польша                          | 0:0                             | —                               | Олимпийские игры 1984 (отбор)   |
| 4                               | 27 января 1985                  | Гондурас                        | 0:1                             | —                               | Товарищеский матч               |
| 5                               | 20 мая 1987                     | Греция                          | 5:0                             | 1                               | Олимпийские игры 1988 (отбор)   |
| 6                               | 3 сентября 1987                 | Румыния                         | 2:1                             | —                               | Олимпийские игры 1988 (отбор)   |
| 7                               | 28 октября 1987                 | Польша                          | 2:0                             | 2                               | Олимпийские игры 1988 (отбор)   |
| 8                               | 18 ноября 1987                  | ФРГ                             | 0:1                             | —                               | Олимпийские игры 1988 (отбор)   |
| 9                               | 30 марта 1988                   | ФРГ                             | 1:1                             | —                               | Олимпийские игры 1988 (отбор)   |
| 10                              | 20 апреля 1988                  | Греция                          | 4:0                             | —                               | Олимпийские игры 1988 (отбор)   |
| 11                              | 18 мая 1988                     | Польша                          | 3:0                             | 1                               | Олимпийские игры 1988 (отбор)   |
| 12                              | 1 июня 1988                     | Чехословакия                    | 0:1                             | —                               | Товарищеский матч               |
| 13                              | 5 июня 1988                     | Бельгия                         | 3:1                             | —                               | Товарищеский матч               |
| 14                              | 14 июня 1988                    | ФРГ                             | 0:2                             | —                               | Чемпионат Европы 1988           |
| 15                              | 17 июня 1988                    | Италия                          | 0:2                             | —                               | Чемпионат Европы 1988           |
| 16                              | 31 августа 1988                 | Швеция                          | 2:1                             | —                               | Товарищеский матч               |
| 17                              | 14 сентября 1988                | Англия                          | 0:1                             | —                               | Товарищеский матч               |
| 18                              | 28 сентября 1988                | Исландия                        | 1:0                             | —                               | Товарищеский матч               |
| 19                              | 22 февраля 1989                 | Италия                          | 0:1                             | —                               | Товарищеский матч               |
| 20                              | 12 апреля 1989                  | Канада                          | 2:0                             | —                               | Товарищеский матч               |
| 21                              | 26 апреля 1989                  | Болгария                        | 2:0                             | —                               | Чемпионат мира 1990 (отбор)     |
| 22                              | 17 мая 1989                     | Греция                          | 7:1                             | 1                               | Чемпионат мира 1990 (отбор)     |
| 23                              | 7 июня 1989                     | Англия                          | 1:1                             | —                               | Товарищеский матч               |
| 24                              | 23 августа 1989                 | Бельгия                         | 0:3                             | —                               | Товарищеский матч               |
| 25                              | 14 февраля 1990                 | Египет                          | 0:0                             | —                               | Товарищеский матч               |
| 26                              | 11 апреля 1990                  | Турция                          | 1:0                             | —                               | Товарищеский матч               |
| 27                              | 15 мая 1990                     | Англия                          | 0:1                             | —                               | Товарищеский матч               |
| 28                              | 30 мая 1990                     | ФРГ                             | 0:1                             | —                               | Товарищеский матч               |
| 29                              | 6 июня 1990                     | Норвегия                        | 2:1                             | —                               | Товарищеский матч               |
| 30                              | 5 сентября 1990                 | Швеция                          | 1:0                             | —                               | Товарищеский матч               |
| 31                              | 11 сентября 1990                | Уэльс                           | 1:0                             | —                               | Товарищеский матч               |
| 32                              | 10 октября 1990                 | Фарерские острова               | 4:1                             | —                               | Чемпионат Европы 1992 (отбор)   |
| 33                              | 17 октября 1990                 | Северная Ирландия               | 1:1                             | —                               | Чемпионат Европы 1992 (отбор)   |
| 34                              | 14 ноября 1990                  | Югославия                       | 0:2                             | —                               | Чемпионат Европы 1992 (отбор)   |
| 35                              | 1 мая 1991                      | Югославия                       | 2:1                             | —                               | Чемпионат Европы 1992 (отбор)   |
| 36                              | 5 июня 1991                     | Австрия                         | 2:1                             | —                               | Чемпионат Европы 1992 (отбор)   |
| 37                              | 12 июня 1991                    | Италия                          | 0:2                             | —                               | Товарищеский матч               |
| 38                              | 15 июня 1991                    | Швеция                          | 0:4                             | —                               | Товарищеский матч               |
| 39                              | 25 сентября 1991                | Фарерские острова               | 4:0                             | 1                               | Чемпионат Европы 1992 (отбор)   |
| 40                              | 9 октября 1991                  | Австрия                         | 3:0                             | —                               | Чемпионат Европы 1992 (отбор)   |
| 41                              | 13 ноября 1991                  | Северная Ирландия               | 2:1                             | —                               | Чемпионат Европы 1992 (отбор)   |
| 42                              | 3 июня 1992                     | СНГ                             | 1:1                             | —                               | Товарищеский матч               |
| 43                              | 11 июня 1992                    | Англия                          | 0:0                             | —                               | Чемпионат Европы 1992           |
| 44                              | 14 июня 1992                    | Швеция                          | 0:1                             | —                               | Чемпионат Европы 1992           |
| 45                              | 22 июня 1992                    | Нидерланды                      | 2:2 (5:4 пен.)                  | —                               | Чемпионат Европы 1992           |
| 46                              | 26 июня 1992                    | Германия                        | 2:0                             | 1                               | Чемпионат Европы 1992           |
| 47                              | 26 августа 1992                 | Латвия                          | 0:0                             | —                               | Чемпионат мира 1994 (отбор)     |
| 48                              | 9 сентября 1992                 | Германия                        | 1:2                             | —                               | Товарищеский матч               |
| 49                              | 23 сентября 1992                | Литва                           | 0:0                             | —                               | Чемпионат мира 1994 (отбор)     |
| 50                              | 14 октября 1992                 | Ирландия                        | 0:0                             | —                               | Чемпионат мира 1994 (отбор)     |
| 51                              | 18 ноября 1992                  | Северная Ирландия               | 1:0                             | —                               | Чемпионат мира 1994 (отбор)     |
| 52                              | 30 января 1993                  | США                             | 2:2                             | —                               | Товарищеский матч               |
| 53                              | 24 февраля 1993                 | Аргентина                       | 1:1 (4:5 пен.)                  | —                               | Кубок Артемио Франки 1993       |
| 54                              | 31 марта 1993                   | Испания                         | 1:0                             | —                               | Чемпионат мира 1994 (отбор)     |
| 55                              | 14 апреля 1993                  | Латвия                          | 2:0                             | 1                               | Чемпионат мира 1994 (отбор)     |
| 56                              | 28 апреля 1993                  | Ирландия                        | 1:1                             | 1                               | Чемпионат мира 1994 (отбор)     |
| 57                              | 2 июня 1993                     | Албания                         | 4:0                             | —                               | Чемпионат мира 1994 (отбор)     |
| 58                              | 25 августа 1993                 | Литва                           | 4:0                             | —                               | Чемпионат мира 1994 (отбор)     |
| 59                              | 8 сентября 1993                 | Албания                         | 1:0                             | —                               | Чемпионат мира 1994 (отбор)     |
| 60                              | 13 октября 1993                 | Северная Ирландия               | 1:0                             | —                               | Чемпионат мира 1994 (отбор)     |
| 61                              | 17 ноября 1993                  | Испания                         | 0:1                             | —                               | Чемпионат мира 1994 (отбор)     |
| 62                              | 9 марта 1994                    | Англия                          | 0:1                             | —                               | Товарищеский матч               |
| 63                              | 20 апреля 1994                  | Венгрия                         | 3:1                             | —                               | Товарищеский матч               |
| 64                              | 26 мая 1994                     | Швеция                          | 1:0                             | —                               | Товарищеский матч               |
| 65                              | 1 июня 1994                     | Норвегия                        | 1:2                             | —                               | Товарищеский матч               |
| 66                              | 17 августа 1994                 | Финляндия                       | 2:1                             | —                               | Товарищеский матч               |
| 67                              | 7 сентября 1994                 | Македония                       | 1:1                             | —                               | Чемпионат Европы 1996 (отбор)   |
| 68                              | 12 октября 1994                 | Бельгия                         | 3:1                             | 1                               | Чемпионат Европы 1996 (отбор)   |
| 69                              | 16 ноября 1994                  | Испания                         | 0:3                             | —                               | Чемпионат Европы 1996 (отбор)   |
| 70                              | 31 мая 1995                     | Финляндия                       | 1:0                             | —                               | Товарищеский матч               |
| 71                              | 7 июня 1995                     | Кипр                            | 4:0                             | 2                               | Чемпионат Европы 1996 (отбор)   |
| 72                              | 6 сентября 1995                 | Бельгия                         | 3:1                             | 1                               | Чемпионат Европы 1996 (отбор)   |
| 73                              | 11 октября 1995                 | Испания                         | 1:1                             | 1                               | Чемпионат Европы 1996 (отбор)   |
| 74                              | 15 ноября 1995                  | Армения                         | 3:1                             | —                               | Чемпионат Европы 1996 (отбор)   |
| 75                              | 2 июня 1996                     | Гана                            | 1:0                             | —                               | Товарищеский матч               |
| 76                              | 9 июня 1996                     | Португалия                      | 1:1                             | —                               | Чемпионат Европы 1996           |
| 77                              | 16 июня 1996                    | Хорватия                        | 0:3                             | —                               | Чемпионат Европы 1996           |

Итого: 77 матчей / 14 голов; 38 побед, 15 ничьих, 24 поражения.

## Достижения

### Командные
«Брондбю»
- Чемпион Дании (7): 1987, 1988, 1990, 1991, 1995/96, 1996/97, 1997/98
- Обладатель Кубка Дании (3): 1989, 1994, 1998

Сборная Дании
- Чемпионат Европы по футболу: 1992

### Личные
- Лучший футболист Дании: 1991